# Alicia Bozon
Alicia Bozon (ur. 1 czerwca 1984 w Chambray-lès-Tours) – francuska pływaczka.

## Kariera

### Początki
Pływanie zaczęła uprawiać w wieku 5 lat. W wieku 15 lat została włączona do francuskiej kadry narodowej.

### Rozwój kariery
W 2000 wystartowała na igrzyskach olimpijskich w sztafecie 4 × 200 m stylem dowolnym, która zajęła 8. miejsce z czasem 8:05,99 s. W tym samym roku została brązową medalistką mistrzostw Europy w tej samej konkurencji. Rok później wystartowała na igrzyskach śródziemnomorskich, na których wywalczyła srebrny medal na 400 m stylem dowolnym z czasem 4:17,51 s oraz była 4. na 200 m tym samym stylem z czasem 2:02,48 s i w sztafecie 4 × 200 m tym samym stylem z czasem 8:23,06 s.

### Przynależność klubowa
Na początku reprezentowała klub EN Tours. W 2003 przerwała karierę, jednakże trzy lata później wróciła do startów. W 2007 została zawodniczką Dauphins du TOEC.

### Mistrzostwa kraju
Mistrzyni Francji z 2001 na 200 i 400 m stylem dowolnym oraz z 2002 na 400 m tym samym stylem, a także wicemistrzyni kraju z 2003 na 200, 400 i 800 m stylem dowolnym.

## Życie prywatne
Jest córką Gilberta Bozona i Sylvie Le Noach.